# La Prise de la Smalah
La Prise de la Smalah est un bas-relief en plâtre de grande taille (80,8 × 120,8 × 9,5 cm) réalisée en 1899 par le sculpteur français Jean-Léon Gérôme},.
Cette œuvre servira, avec le bas-relief La Reddition d’Abd-el-Kader, à la réalisation de la statue équestre de Henri d'Orléans, duc d'Aumale, de Jean-Léon Gérôme, visible au château de Chantilly.

## Description
Le bas-relief représente la prise de la smalah d'Abd-el-Kader, à Taguin, en mai 1843 par les troupes françaises durant la bataille de la Smala, en Algéris. Il met en évidence le duc d'Aumale, un des fils de Louis-Philippe, sur son cheval, recevant la soumission des notables de la smalah.

## Galerie

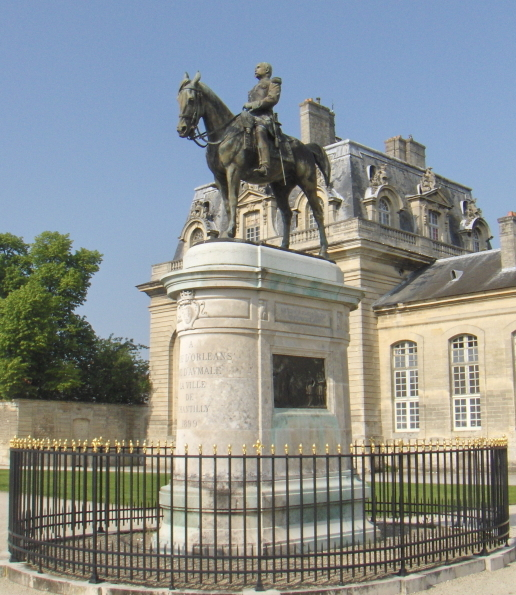
Statue équestre de Henri d'Orléans près des écuries du château de Chantilly.